# Digital Audio-Visual Council
Das Digital Audio-Visual Council (DAVIC) war eine Non-Profit-Organisation mit Sitz in Genf mit über 220 Mitgliedsunternehmen aus rund 25 Ländern. 
Der Verein repräsentierte alle Bereiche der audiovisuellen Industrie, von der Fertigung von Computern, Unterhaltungselektronik und Telekommunikationsgeräten über Dienstleister aus dem Bereich des Broadcasting, der Telekommunikation oder des Kabelfernsehens (CATV) bis hin zu Regierungsorganisationen und Forschungseinrichtungen.
Die Organisation bestand von 1994 bis 1999. Er wurde entsprechend seinem Statut nach fünf Jahren geschlossen.

## Spezifikationen
- DAVIC 1.4 (September 1998)
- u. a.